# Лоджия Амулеа
Лоджия Амулеа (итал. Loggia Amulea) — здание в неоготическом стиле, расположенное на Прато делла Валле, самой большой площади Падуи. С 1906 по 1989 год в здании располагался штаб пожарной команды Падуи. Позже в нём разместились муниципальные учреждения. Фасад здания примечателен нарядной элегантной лоджией. В Лоджии Амулеа после переезда в неё муниципальных служб часто празднуются гражданские свадьбы.

## История
В предшествующем современному здании ранее размещался колледж Амулео; в 1822 году оно было полностью утеряно в результате пожара. Власти Падуи стали искать альтернативные проекты вместо реконструкции сгоревшего помещения. В 1827 году архитектор Джузеппе Джаппелли предложил проект, представлявший собой ионическую лоджию с портиком. Проект был комплексным — новое здание должны были дополнить кофейни, танцевальные залы, игровые комнаты, дневной театр. Однако городские власти после долгого рассмотрения в 1832 году отказались от этой идеи.
В 1858 году архитектор Маэстри представил подесте Падуи свой проект Лоджии, которая должна была выполнять функции представительского здания для властей. Проект Маэстри дистанцировался от неоклассического стиля Джаппелли, ему были ближе идея возрождения итальянской готики, предложенная Пьетро Сельватико, а также «национальный стиль» Камилло Бойто, с широким использованием терракоты в декоративных элементах. Стилистика проекта здания была насторожено встречена со стороны прессы, которая довольно резко выступила против муниципального выбора, не получившего в первые годы также поддержки ни со стороны критиков, ни со стороны горожан.